# Adventure Time: Fionna e Cake
Adventure Time: Fionna e Cake è una serie televisiva animata americana per adulti sviluppata da Adam Muto, basata sulla serie Adventure Time di Cartoon Network, creata da Pendleton Ward. È la terza serie del franchise e ha debuttato tramite il servizio di streaming Max il 31 agosto 2023.
La serie è incentrata sui protagonisti, Fionna e Cake, versioni alternative di Finn e Jake, che erano precedentemente apparsi nella serie originale, insieme a Simon Petrikov.
La produzione è stata affidata a Muto (che aveva già ricoperto il ruolo di showrunner per la seconda metà di Adventure Time e ha supervisionato la produzione degli speciali di Adventure Time: Terre Lontane), Fred Seibert e Sam Register. Sono stati prodotti dieci episodi da trenta minuti, pubblicati con doppio appuntamento ogni settimana fino al 28 settembre. Il 5 dicembre 2023, la serie è stata rinnovata per una seconda stagione.

## Trama
Fionna vive con la sua gatta Cake in un mondo privo di magia, trascorrendo le sue giornate tra lavori senza prospettive. Di notte sogna un mondo magico che le sembra irraggiungibile. Simon, nella Terra di Ooo, lavora da casa, trasformata in una mostra vivente di un'epoca passata. Dopo essersi incontrati, il trio viaggia attraverso il multiverso, inseguito da "un nuovo potente antagonista" che è "determinato a rintracciarli e a cancellarli dall'esistenza".

## Episodi
| Stagione       | Episodi | Prima TV originale | Prima TV Italia |
| -------------- | ------- | ------------------ | --------------- |
| Prima stagione | 10      | 2023               | 2026            |

## Personaggi e doppiatori

### Principali
- Fionna Campbell, voce di Madeleine Martin.
- Cake (voce di Roz Ryan): animale domestico di Fiona e compagna di avventure.
- Simon Petrikov, voce di Tom Kenny.
- Gary Prince, voce di Andrew Rannells.
- Marshall Lee, voce di Donald Glover.
- Prismo, voce di Sean Rohani.
- Lo Scarabeo, voce di Kayleigh McKee.

### Secondari
- Ellis P., voce di Pendleton Ward.
- I Lemoncarbs, voci di Cree Summer e Jinkx Monsoon.
- Astrid, voce di Audrey Bennett: giovane umana fan delle storie di Fionna e Cake scritte da Re Ghiaccio.
- Finn, voce di Jeremy Shada.
- Principessa Gommarosa, voce di Hynden Walch.
- Marceline, voce di Olivia Olson.
- Il Re d'Inverno, voce di Brian David Gilbert: un Re Ghiaccio di un universo alternativo che controlla con successo la follia della corona.
- Il Lich, voce di Ron Perlman.
- Betty Grof, voce di Felicia Day.
- Hunter, voce di Vico Ortiz.
- Fern, voce di Vico Ortiz.

## Produzione

### Ideazione e creazione

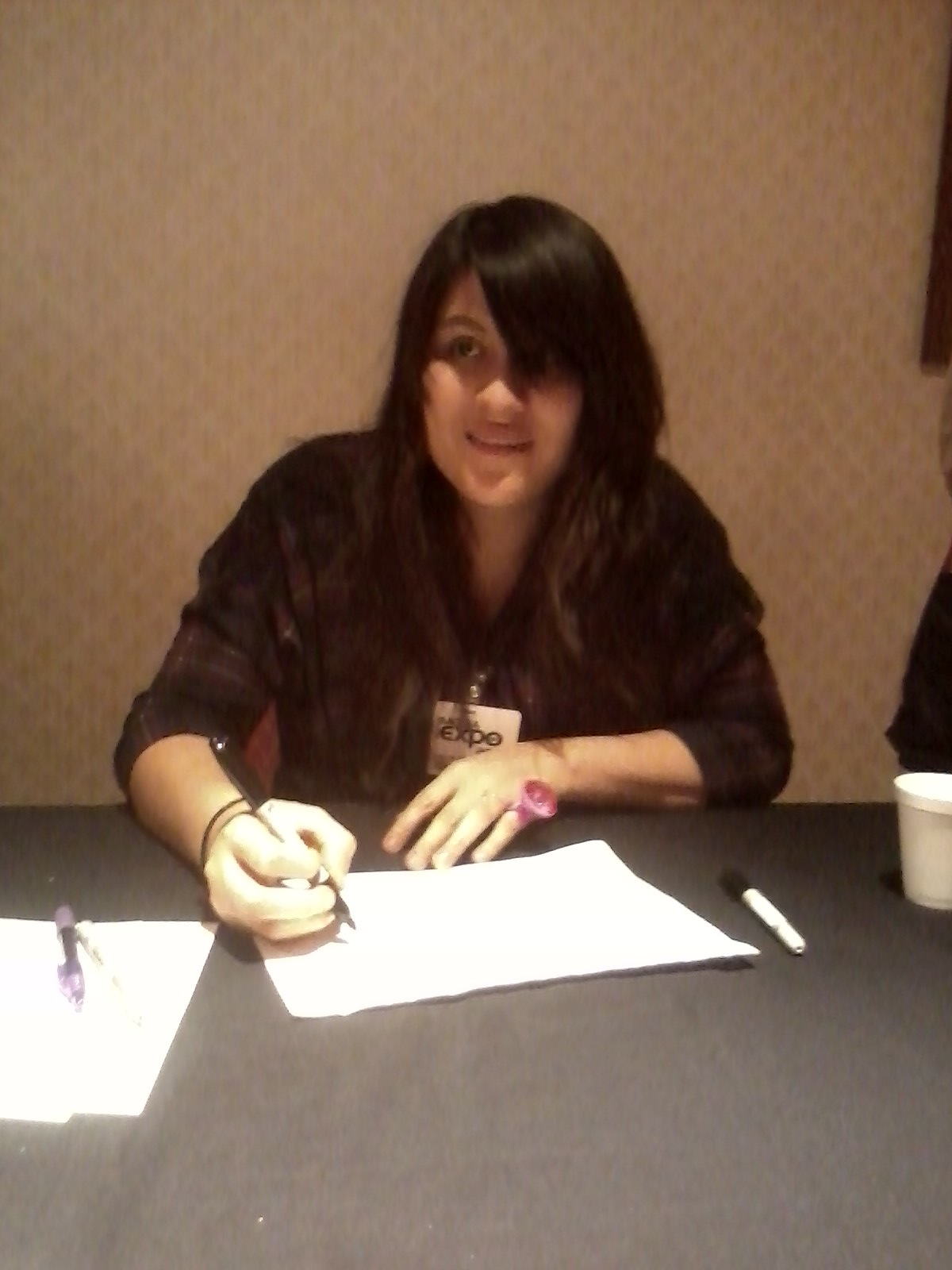
I personaggi "Fionna l'Umana" e "Cake il Gatto" sono stati creati da Natasha Allegri

L'idea di "Fionna l'Umana" e "Cake il Gatto" è nata dai disegni che la disegnatrice di personaggi di Adventure Time e revisionista di storyboard Natasha Allegri aveva pubblicato online durante le prime stagioni della serie. L'accoglienza per i personaggi di genere diverso è stata così positiva che i produttori di Adventure Time hanno deciso di inserire i personaggi nella serie. Hanno debuttato nella stagione 3, "Fionna e Cake", a cui ha lavorato Allegri, e ha funzionato sia come "un attacco [e] un'enorme celebrazione della sensazione di essere un fan" e di "permettere a qualcosa di completamente ridicolo di farti stringere il cuore". I personaggi faranno ulteriori apparizioni in "Bad Little Boy" della quinta stagione, "The Prince Who Wanted Everything" della sesta stagione, "Five Short Tables" dell'ottava stagione e "Fionna and Cake and Fionna" della nona stagione. In questi episodi, Re Ghiaccio condivide storie su Fionna e Cake da lui realizzate, che sono in realtà personaggi di serie moderne; quando dorme, un raggio si proietta sulla sua testa per trasportare le idee della fan-fiction.
Dopo il finale del 2018 "Come Along with Me", una prima serie spin-off di Adventure Time: Distant Lands ha debuttato nel 2020; prima del finale di quest'ultima, HBO Max ha annunciato che una serie spin-off gender-swap era in produzione, il 17 agosto 2021, e che erano previsti dieci episodi da mezz'ora. In un'intervista del 2022, Jeremy Shada, il doppiatore di Finn l'Umano, ha fatto notare che "potrebbe o meno partecipare" al nuovo spin-off. In occasione del Festival Internazionale del Film d'Animazione di Annecy del 2022-23, Cartoon Network e HBO Max hanno pubblicato materiale in anteprima, mentre HBO Max è stata ribattezzata con il nome di Max a partire dal maggio 2023.

### Sviluppo
La serie limitata Adventure Time: Fionna e Cake è stata sviluppata pensando specificamente alla fascia demografica dei giovani adulti, secondo Suzanna Makkos, dirigente sia di Max che di Adult Swim: "I fan di Adventure Time sono cresciuti e le persone continuano ad arrivare in fondo, e stanno invecchiando", ha dichiarato in un'intervista a Comic Book Resources. "Fionna e Cake" sembrava uno show perfetto per noi. Dal punto di vista tonale, è molto simile ad Adventure Time, ma Fiona è più grande. È nel mondo del lavoro. È più adulto, quindi penso che porterà nuovi fan e servirà anche i fan che abbiamo già". Negli Stati Uniti, la serie limitata ha ricevuto una certificazione TV-14 a causa dei contenuti adulti (nudità, gore, turpiloquio e abuso di sostanze); in Australia, invece, la serie mantiene la classificazione TV-PG, proprio come Adventure Time.

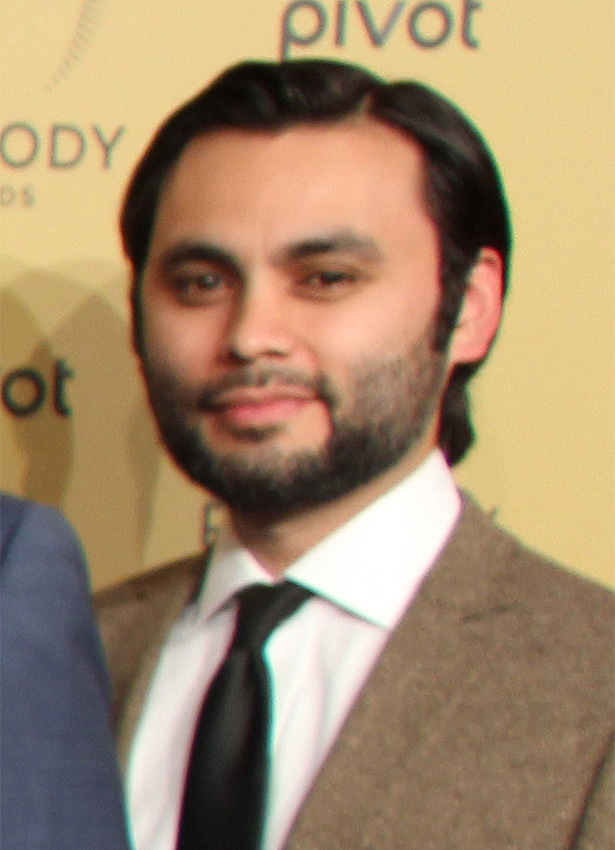
Adam Muto, produttore esecutivo di Adventure Time, Terre lontane e Fionna e Cake

Adam Muto, produttore esecutivo di Adventure Time e Distant Lands, ha prodotto la serie limitata e ne è stato anche lo showrunner. Nelle interviste rilasciate a The Direct e al Washington Post, Muto e Ryann Shannon hanno spiegato che la troupe ha deciso di concentrarsi su Fionna e Cake a causa della loro popolarità presso il fandom di Adventure Time. Inizialmente, Muto era preoccupato di lavorare a un altro spin-off, dato che i sequel e i reboot hanno spesso un successo contrastante. Per far sì che Fionna e Cake si sentisse come una produzione propria, la troupe ha cercato di evitare di "calpestare ciò che [avevano già] fatto in precedenza". Gli sceneggiatori hanno quindi deciso di garantire che lo spin-off fosse soddisfacente da solo e che si concentrasse sulla crescita unica dei personaggi. Mentre Terre lontane è una serie limitata di quattro vignette liberamente collegate tra loro, Fionna e Cake è più una storia unitaria.
Quando si è parlato di come la produzione ha differenziato Fionna e Cake dalla serie originale di Adventure Time, Muto ha rivelato che i membri della troupe "stavano cercando un modo per esplorare storie e personaggi che potessero essere molto diversi da Finn". Mentre Finn è un eroe altruista ed energico, Fionna è più ordinaria e realistica, poiché non vive in un mondo di magia e non è così abile come combattente. In questa serie limitata, quindi, gli sceneggiatori "volevano vedere dove [Fionna] sarebbe andata se avesse saputo di quel mondo magico della prima serie che le era stato negato". Muto ha poi aggiunto che la troupe ha cercato di rendere Fionna qualcosa di più di una semplice "ragazza Finn", dandole una personalità unica che, per certi aspetti, è "molto diversa da Finn e dagli altri". La troupe ha adottato questo approccio contrastante anche quando ha lavorato su Cake: Mentre Jake è un cane pigro con il potere di allungare il suo corpo in un gran numero di forme fantastiche, Cake non ha poteri magici e inizia la serie come un normale gatto di casa. Per quanto riguarda la morte incerta di Jake, Muto ha deciso di lasciarla ambigua e ha dichiarato di non voler "dire definitivamente qual è la risposta". Per quanto riguarda le possibili avventure future di Finn adulto, a Muto piaceva l'idea che Finn vivesse una vita propria, e quindi hanno deciso di non farlo comparire in più di qualche episodio. Per rimediare, gli sceneggiatori hanno riportato in scena il Finn di Farmworld, un personaggio diverso dal Finn della serie principale. In precedenza, mentre entrambe le doppiatrici Olivia Olson ed Erica Luttrell sono di origine africana e la madre di Marceline era una persona di colore, Marceline e Marshall condividono l'aspetto della pelle grigia dei vampiri; in Fionna e Cake, Marshall Lee ha la pelle scura come personaggio umano.
La serie fa numerosi riferimenti alla sitcom Cheers del 1982. Muto ha spiegato che all'inizio i riferimenti alla serie erano uno scherzo e che molti membri della troupe non avevano mai visto la produzione. Inizialmente, la canzone era stata inserita nell'episodio della quinta stagione di Adventure Time "Simon & Marcy", in cui veniva usata da Simon come modo per mantenere la sua sanità mentale. In Fionna e Cake, la sitcom e il suo tema simboleggiano la vita di Simon prima della scoperta della corona di ghiaccio, mentre nel mondo di Fionna è l'unico programma televisivo disponibile, il che riflette il fatto che Simon è mentalmente bloccato in quel momento. La troupe ha pensato di scrivere un episodio che si svolgesse nel mondo di Le meravigliose disavventure di Flapjack. Sebbene quest'idea non sia mai stata pienamente realizzata, la serie viene brevemente citata in una scena dell'episodio "Prismo the Wishmaster", in cui Prismo mostra a Fionna, Cake e Simon una varietà di universi. L'ispirazione per l'animazione proviene spesso da Seattle, dove Muto è nato, e un edificio è basato su uno dell'Università di Washington.

### Design di produzione
I tre personaggi principali sono stati doppiati dal cast originale di Adventure Time, ovvero Madeleine Martin nel ruolo di Fionna, Roz Ryan in quello di Cake e Tom Kenny in quello di Simon Petrikov. Donald Glover ha doppiato Marshall Lee, mentre gli altri membri del cast includono Andrew Rannells, Kayleigh McKee e Sean Rohani. Secondo il trailer e la sinossi di Max, nella serie compaiono Finn, Jake, la Principessa Gommarosa e Marceline la Regina dei Vampiri. Nella serie originale di Adventure Time, il personaggio di Prismo era doppiato da Kumail Nanjiani tuttavia, a causa di un errore di comunicazione con i rappresentanti di Nanjiani, i produttori di Adventure Time hanno creduto che l'attore non fosse disponibile a riprendere il suo ruolo per Fionna e Cake, così hanno rifatto la parte; Nanjiani ha poi espresso le sue frustrazioni su Twitter, scrivendo: "[Prismo è] uno dei miei personaggi preferiti in assoluto che ho avuto l'onore di interpretare... L'avrei [doppiato] anche gratis... [La situazione] è ridicola". Nella serie originale, il Principe Gumball era doppiato da Neil Patrick Harris e successivamente da Keith Ferguson; Justin Roiland aveva originariamente doppiato il Conte di Lemongrab, sostituito da Jinkx Monsoon.
Di seguito sono riportati alcuni nomi noti del cast degli altri personaggi. Nei primi due episodi sono presenti Robbie Daymond (Ice Prince), Niki Yang (BMO), Maria Bamford (Starchy), Chelsea Peretti (Queenie), Phil LaMarr (Dog Tourist), Jack Pendarvis (Dirt Beer Guy), Dan Mintz (TV), Dee Bradley Baker, Erica Mendez (Skater Fairies & Ice Scout #1), Cristina Vee (Skater Fairies & Ice Scout #2), Jeff Bennett (Evil Choose Goose & Choose Bruce). Per gli episodi 3-4, ci sono Grey DeLisle (Ice Cream Queen), Sharon Horgan (Minerva-bot), Marc Maron (Squirrel), Jim Cummings (The Owl), Melissa Villaseñor (Rainy), Andrew Daly (Kheirosiphon & Wyatt); per l'episodio 5, ci sono James Kyson (Big Destiny), Mickey Zacchilli (Little Destiny), Tiffany Wu (Jay), Eric Bauza (Peanut), Nia Castro (Bonnie). Per gli episodi 7-8, sono presenti Jenny Slate (Huntress), Stephen Root (Martin Mertens), Erica Luttrell (Hana Abadeer), Billy Brown (Vampire King), Steve Little (assistente virtuale di Peppermint Butler), Cole Sanchez (Moderator & Heckler #2), David McCormack (Orbo). Negli ultimi due episodi, sono presenti Sean Giambrone (Shermy), Imani Hakim (Beth), Iggy Craig (Casper) e Rosie Brand (Nova).
Come nel caso di Adventure Time, Rough Draft Korea e Saerom Animation hanno lavorato a diversi episodi della serie spin-off. In un'intervista con Animation Magazine, Adam Muto ha rivelato che per questo spin-off gli sceneggiatori hanno dovuto pianificare la stagione in anticipo; questo approccio è stato richiesto da Max e contrasta con il modo in cui gli sceneggiatori avevano affrontato le trame quando lavoravano con Cartoon Network. Muto ha osservato che la produzione è stata impegnativa perché non c'era molta sovrapposizione in termini di palette di colori e sfondi, dato che ogni episodio è praticamente un nuovo mondo a sé stante. Circa 50 membri della troupe di Cartoon Network Studios hanno lavorato alla pre-produzione e alla post-produzione; la produzione è iniziata nel 2021, durante il periodo della pandemia COVID-19. La maggior parte del team ha lavorato in California. La maggior parte del team si trovava in California, ma alcuni animatori si trovavano in Russia e in Giappone; durante l'apice della pandemia, circa il 90% del lavoro è stato svolto in remoto fino alla riapertura dello studio nel 2022. La produzione di Adventure Time: Fionna e Cake è terminata il 9 dicembre 2022.
Gli ex membri della troupe di Adventure Time Rebecca Sugar, Somvilay Xayaphone e Patrick McHale, così come la compositrice di Distant Lands Amanda Jones, sono tornati a comporre canzoni per lo spin-off. L'introduzione e i titoli di coda della serie sono stati disegnati da Steve Wolfhard e animati da Nick Cross, che ha anche animato la sequenza del film muto nel quarto episodio "Prismo the Wishmaster" e le scene dell'Orbo nell'ottavo episodio "Jerry". La canzone "Not Myself", scritta da Zuzu, è la canzone introduttiva del primo episodio "Fionna Campbell"; Sugar ha scritto due canzoni, "Part of the Madness" e "Cake on the Loose". Per il sesto episodio "Il re d'inverno", McHale e J. R. Kaufman hanno scritto due canzoni, "Winter Wonder World" e "Baked with Love", mentre la sequenza di animazione di "Winter Wonder World" è stata diretta da Alex e Lindsay Small-Butera (SmallBü), che in precedenza avevano animato due episodi di Adventure Time, "Oltre la grotta" e "Ketchup". L'ottavo episodio "Jerry" contiene la canzone "Everything in You", scritta e interpretata da Half Shy, autore anche della canzone "Monster" dello speciale "Obsidian" di Distant Lands. Le sequenze di gioco in 3D degli ultimi due episodi sono state disegnate e animate da Louie Zong.

## Distribuzione
Durante il Comic-Con di San Diego del 20 luglio 2023, Max ha annunciato che Adventure Time: Fionna and Cake avrebbe debuttato il 31 agosto e il 17 agosto è stato pubblicato un trailer. Nelle cinque settimane tra il debutto e il 28 settembre, sono stati diffusi due episodi a settimana, per un totale di dieci episodi.
Al di fuori degli Stati Uniti, la serie ha debuttato lo stesso giorno in Australia sul servizio di streaming Binge e successivamente su Fox8 il 1º settembre. La serie ha debuttato anche su Cartoon Network in Canada il 15 settembre.

## Accoglienza

### Accoglienza della critica

Fan art di Finn (destra) e Fionna (sinistra)

A settembre 2023, Fionna e Cake ha un indice di gradimento del 100% su Rotten Tomatoes, basato su 10 recensioni.
Prima del debutto, Chase Hutchinson di IGN ha commentato che Fionna and Cake evita la sdolcinatezza e abbraccia un tono decisamente non sentimentale, che ha trovato rinvigorente. Ha affermato che "riflette su come i complessi personaggi possano essere cambiati dall'ultima volta che li abbiamo visti e, nelle ricorrenti interiezioni meta, su come i suoi creatori possano essere cambiati a loro volta". Kaiya Shunyata di RogerEbert.com ha affermato che la serie ha permesso agli spettatori di "innamorarsi di versioni diverse dei personaggi di cui gli spettatori si erano inizialmente innamorati 13 anni fa" e ha sostenuto che la serie rimane "fedele ai fan dello show". Coleman Spilde del Daily Beast ha affermato che la serie non è affatto una "presa per i fondelli nostalgica", ma è piuttosto una "marcata espansione della storia di Adventure Time" e ha dichiarato che la serie replica il "design dei personaggi e lo stile di animazione rilassante" di Adventure Time. Ha inoltre sostenuto che la serie "prende in giro la sua stessa storia" e ha affermato che riesce dove Adventure Time ha "fallito".
Jake Kleinman di Inverse ha affermato che la serie "fa fare passi da gigante all'intero franchise", l'ha definita una delle "serie più mature dal punto di vista emotivo" del franchise e ha aggiunto che la serie è, nel suo cuore, "una storia sullo strazio della crescita". Nick Valdez di ComicBook.com ha affermato che la serie inaugura una "nuova era del franchise" concentrandosi su "toni più cupi" e l'ha definita una "serie realizzata pensando ai fan della serie originale". Aryan Khanna ha notato che la serie si sposta su trame mature pur mantenendo il fascino originale, paragonandola a The Legend of Korra e ad altre serie reboot per le nuove generazioni; Khanna ha sostenuto che questo risulta in un'affascinante combinazione di indagine esistenziale, avventure accattivanti e comicità stravagante. Reuben Baron di Paste ha detto che la serie è "indirizzata specificamente a un pubblico di giovani adulti", l'ha definita uno show per fan "hardcore" e ha paragonato i primi due episodi a Bee and Puppycat e Steven Universe Future. Ha inoltre affermato che l'uso dei multiversi nella serie ricorda Loki e Spider-Man: Across the Spider-Verse, e ha definito la serie una "degna continuazione del leggendario cartone animato".

## Riconoscimenti

### Premi
- 2024 - Annie Awards[2]
  - Candidatura per la Miglior animazione dei personaggi in una produzione televisiva d'animazione ad Alex Small-Butera